# Appleseed EX Machina
Appleseed Ex Machina, también conocida como E.X. Machina (エクスマキナ Ekusu Makina?) en la versión original, es una película de animación japonesa, secuela de la película Appleseed de 2004, basada en el manga Appleseed de Masamune Shirow. Su nombre es un juego de palabras con la frase en latín Deus ex machina. También fue dirigida por Shinji Aramaki. 
Se estrenó el 20 de octubre de 2007 en Japón. Su productor, es el director y productor de películas de acción de Hong Kong, John Woo. Fue distribuida en Europa directamente en DVD, lanzándose el 30 de mayo de 2008, y la edición en Blu-Ray el 2 de junio de 2008.

## Argumento
Año 2135. Sigue la Tercera Guerra Mundial, una guerra no nuclear que ha matado a la mitad de la población mundial. La ciudad-estado de Olympus permanece como faro de esperanza en un mundo caótico y en conflicto. La utópica metrópolis está gobernada por Gaia, una inteligencia artificial, y administrada por humanos modificados genéticamente llamados bioroids, cuyo ADN modificado suprime los sentimientos más fuertes. Siendo los bioroids la mitad de su población, la paz y el orden son fácilmente mantenidos.

## Reparto

### Voces
| Personaje              | Seiyū            |
| ---------------------- | ---------------- |
| Deunan Knute           | Ai Kobayashi     |
| Briareos Hecatonchires | Kōichi Yamadera  |
| Tereus                 | Yūji Kishi       |
| Athena                 | Gara Takashima   |
| Nike                   | Rei Igarashi     |
| Hitomi                 | Miyuki Sawashiro |
| Comandante Lance       | Shinpachi Tsuji  |
| Manuel Aeacus          | Kong Kuwata      |
| Dr. Riharuto Kestner   | Takaya Hashi     |
| Yoshino                | Rika Fukami      |
| Arges                  | Takaya Kuroda    |
| Dr. Xander             | Naoko Kōda       |
| Yoshitsune             | Yasuyuki Kase    |

### Actores decaptura de movimiento
| Personaje              | Actor              |
| ---------------------- | ------------------ |
| Deunan Knute           | Toyoe Sekita       |
| Briareos Hecatonchires | Moki Ogawa         |
| Tereus                 | Yoshiyuki Kamata   |
| Manuel Aeacus          | Taisuke Nishimura  |
| Comandante Lance       | Michihiko Kuwagaki |
| Athena                 | Miyoko Hanai       |
| Nike                   | Hideka Suzuki      |
| Yoshino                | Junko Hiratsuka    |
| Dr. Riharuto Kestner   | Inaho Miyazaki     |
| Hitomi                 | Naoko Ito          |
| Yoshitsune             | PEPE               |
| Hijo de Aeacus         | Tomoki Mure        |

## Producción

### Diseño de vestuario
En la película, el diseño de vestuario estuvo a cargo de la diseñadora de moda italiana, Miuccia Prada. Prada aparentemente se convirtió en la primera fan de la película. Esto le sirvió como salto oportuno para trabajar en este tipo de proyectos. En la conferencia de prensa del filme, ella dijo:

"Viendo la anterior 'Appleseed', pensé que la expresión del contraste entre hombre y máquina, violencia y amor, era maravillosa"
Miuccia Prada

### Marketing
En diciembre de 2007, Warner Home Video creó un concurso en Internet llamado Appleseed Trailer Remix para promocionar el estreno de la película. El objetivo de dicho concurso era hacer que los fanes remezclaran el tráiler del filme. Los visitantes de la página web podían votar su video favorito. El creador del video ganador del concurso sería obsequiado con un viaje a la WonderCon 2008. El concurso finalizó el 7 de febrero de 2008.

### Merchandising
Siguiendo al estreno de la película, Hot Toys lanzó unas figuras de acción de Deunan Knute y Briareos Hecatonchires a escala 1/6.

## Recepción
La película recibió una respuesta mayoritariamente positiva.